# Brit Røhne
Brit Røhne (1940) è un'ex sciatrice alpina norvegese.

## Biografia
Sciatrice polivalente, Brit Røhne vinse la medaglia di bronzo nella combinata ai Campionati norvegesi 1963; non ottenne piazzamenti di rilievo in gare internazionali e non prese parte a rassegne olimpiche o iridate.

## Palmarès
- 1 medaglia[senza fonte]:
  - 1 bronzo (combinata nel 1963)